# Mont Velino
Le mont Velino est une montagne du massif des Apennins culminant à 2 486 m d'altitude située dans la province de l'Aquila dans la région des Abruzzes.

## Géographie
Le mont Velino est situé à proximité de la frontière avec le Latium, entre les plaines du Fucin et de l'Aterno, les vallées des rivières Salto et Velino. Il est le plus haut sommet du chaînon connu sous le nom Velino-Sirente, le troisième ensemble des Apennins des Abruzzes, après le Gran Sasso et la Majella.
Le massif, qui est inclus dans le parc naturel régional du Sirente-Velino, est caractérisé par la présence de ravins et d'éboulis lui conférant un caractère désertique.

## Faune et flore
- Mammifères : sanglier, loup italien.